# Banksia baxteri
Banksia baxteri är en tvåhjärtbladig växtart som beskrevs av Robert Brown. Banksia baxteri ingår i släktet Banksia och familjen Proteaceae. Inga underarter finns listade i Catalogue of Life.